# Arhitectura mesoamericană

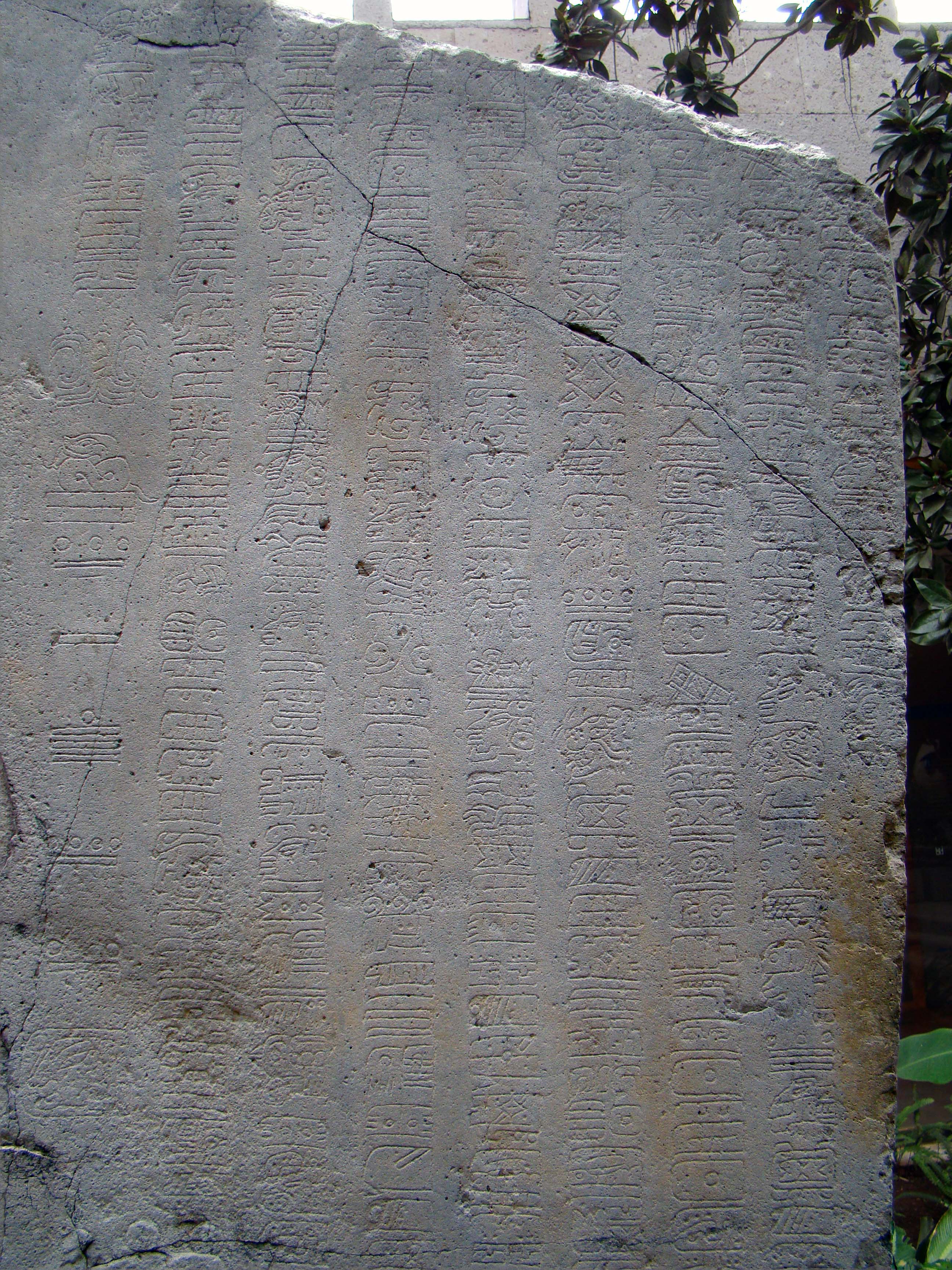
Unul dintre cele mai timpurii sisteme de scriere mesoamericane, atribuit culturii Epi-Olmec, datat aprox. 150 d.Hr. Pe pereții monumentului La Mojarra Stela 1.

Arhitectura mesoamericană este un grup de tradiții arhitecturale ce izvorăsc din culturile și civilizațiile precolumbiene din Mesoamerica, în America Centrală (sudul Mexicului, Guatemala, El Salvador, Belize, Honduras, Nicaragua și Costa Rica), regiune în care arhitectura s-a manifestat în principal sub forma unor structuri sau clădiri monumentale, cu destinație publică, ceremonială sau urbană. 
Caracteristicile distinctive ale arhitecturii mesoamericane acoperă diverse stiluri cu caracter regional sau istoric, care sunt însă corelate într-un mod semnificativ. Aceste stiluri diferite s-au dezvoltat ca urmare a schimburilor culturale intense care au avut loc în Mesoamerica, pe parcursul câtorva mii de ani (vezi tabelul cronologic). Această arhitectură este binecunoscută prin piramidele sale care sunt cele mai mari piramide după cele din Egiptul Antic.
Un aspect asupra căruia s-au facut studii complexe, este relația dintre viziunea asupra lumii (cosmologie), religie, geografie și arhitectură. Unele date sugerează că multe din caracteristicile arhitecturii mesoamericane erau determinate de idei mitologice și religioase. De exemplu, amplasarea celor mai multe așezări pare să fie influențată de punctele cardinale și de semnificațiile simbolice și mitologice pe care acestea le au în cultura mesoamericană. 
Un alt aspect al arhitecturii mesoamericane este iconografia. Clădirile monumentale mai importante au fost decorate cu imagini și texte care relevă caracterul și importanța religioasă a acestora. Atât textele inscripționate, utilizând sisteme proprii civilizației mesoamericane, cât și iconografia au contribuit în mod important la înțelegerea actuală a societăților din perioada precolumbiană, atât din perspectivă istorică cât și din punct de vedere religios.

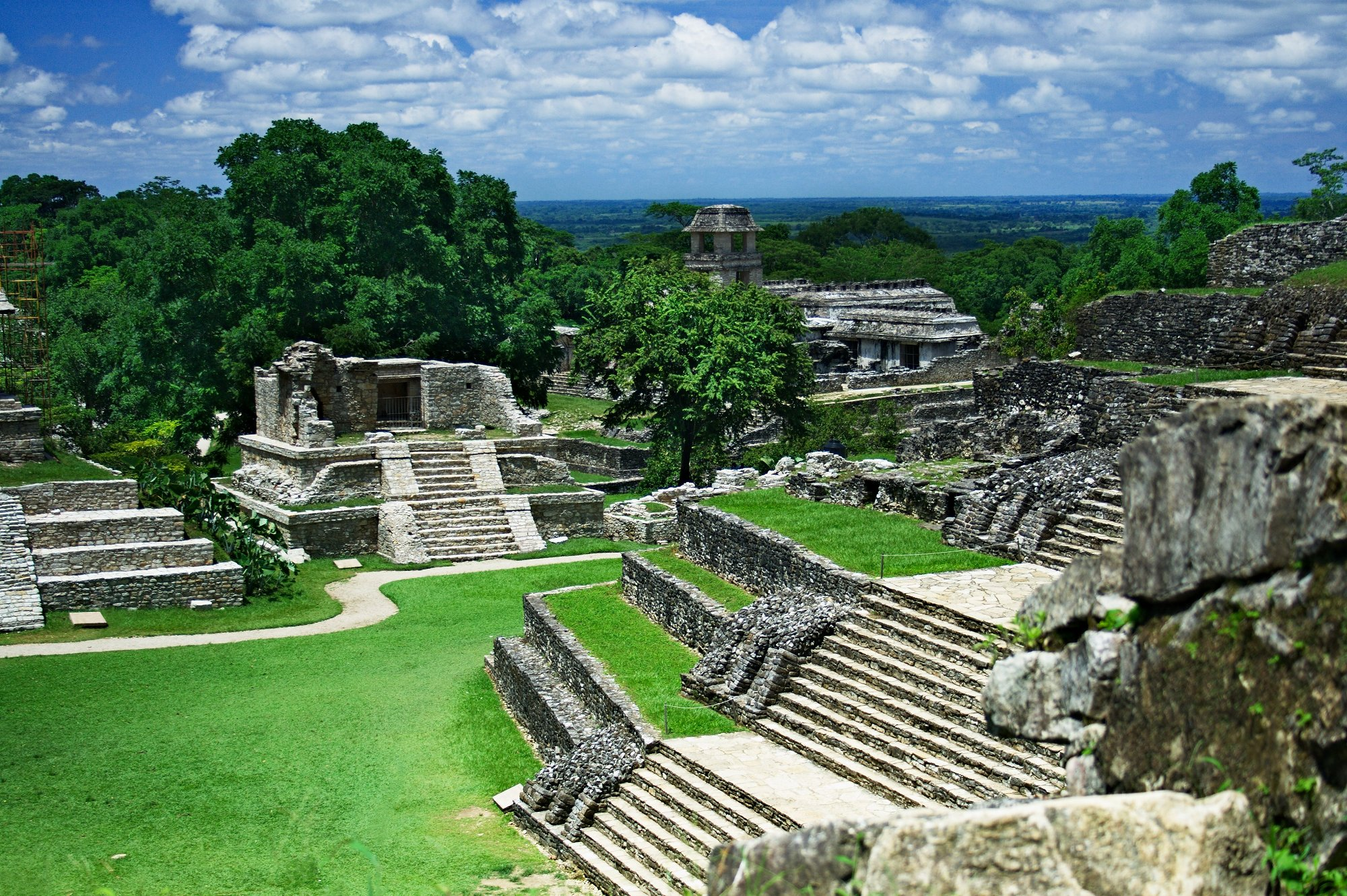
Vedere panoramică asupra pieții centrale a așezării maiașe Palenque (Chiapas, Mexic), un exemplu clasic de arhitectură mesoamericană

## Cronologie

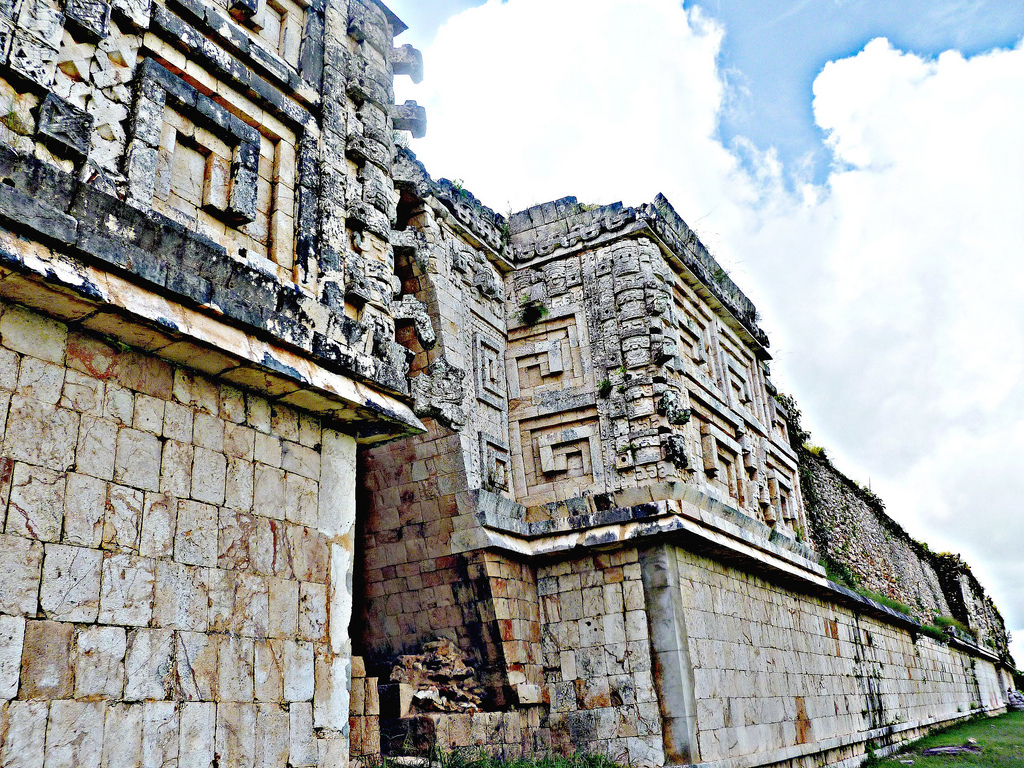
Palatul hegemonului maiaș din Uxmal

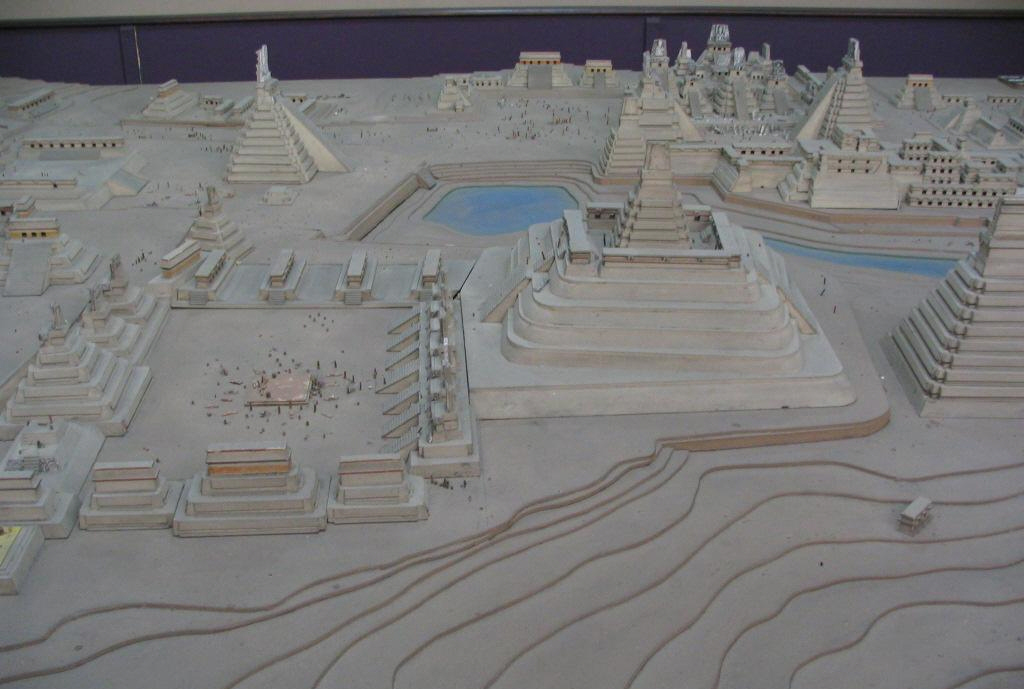
Tikal, model reconstituit

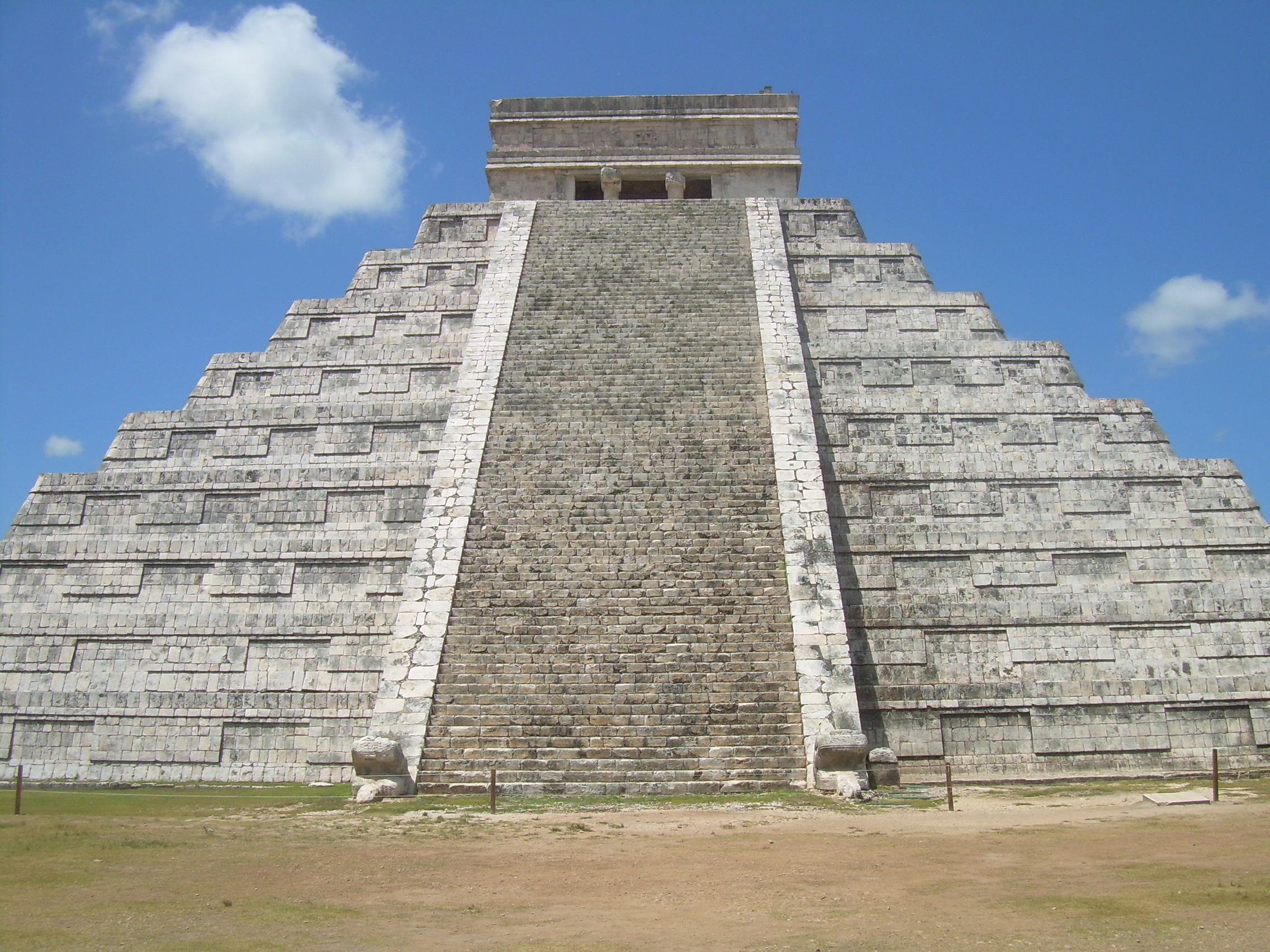
Partea de nord a piramidei El Castillo de la Chichen Itza

### Arhitectura mesoamericană, perioade și regiuni
| Perioada             | Ani (estimativ)       | Culturi importante, orașe, structuri și stiluri arhitecturale |
| -------------------- | --------------------- | --- |
| Preclasică           | 2000–100 î.Hr.        | Culturile de pe coasta Golfului Mexic, Civilizația Olmecă și Cultura Monte Alto                                                                                  |
| Preclasică timpurie  | 2000–1000 î.Hr.       | Centre ale civilizației olmece: San Lorenzo Tenochtitlan, Chalcatzingo, San José Mogote                                                                          |
| Preclasică medie     | 1000–400 î.Hr.        | Olmec târziu și Maya timpuriu, Izapa, La Venta, Tres Zapotes, Nakbé, Lamanai, Xunantunich, El Mirador                                                            |
| Preclasică târzie    | 400 î.Hr. – 200 d.Hr. | Perioadele de formare Maya, Teotihuacán și Zapotec, Teotihuacan, Uaxactún, Tikal, Edzná, Monte Albán I & II, Piramida Soarelui                                   |
| Clasică              | 200–900 d.Hr.         | Centrele clasice Maya, Teotihuacan și Zapotec |
| Clasică timpurie     | 200–600 d.Hr.         | Apogeul Teotihuacan, Monte Albán III, Palenque, Copán, Cultura Clasică Veracruz, Talud-tablero, Treptele cu hieroglife de la Copan, Mormântul lui Pacal cel Mare |
| Clasică târzie       | 600–900 d.Hr.         | Xochicalco, Cacaxtla, Cancuen, Quiriguá, Uxmal, Toniná, Cultura Clasică Veracruz, Stilul Puuc, Stilul Rio Bec, Coba, Yaxchilan Lintel 24                         |
| Postclasică          | 900–1519 d.Hr.        | Maya Itza, Chichen Itza, Mayapan, Tayasal, și Ko'woj Topoxte, Cultura Toltecă, Statul Tarascan, Mixtec, Totonac                                                  |
| Postclasică timpurie | 900–1200 d.Hr.        | Cholula, Tula, Hidalgo Tula, Mitla, El Tajín, Tulum, Kaminaljuyú                                                                                                 |
| Postclasică târzie   | 1200–1519 d.Hr.       | Azteci, Tenochtitlan, Templo Mayor, Tzintzuntzan, Quiche, Utatlán, Kaqchikel, Iximche și Tribul Mam, Zaculeu, Ultimii Maiași, Cempoala                           |

## Urbanism și viziunea asupra lumii

### Dublarea cosmosului
O parte importantă a practicilor religioase ale civilizațiilor mesoamericane a fost reflectarea convingerilor lor în mod concret și tangibil, în fapt a face ca lumea să fie întruchipată într-o încarnare a convingerilor lor. Acest lucru a determinat construcția așezărilor într-o manieră mesoamericană a unui microcosmos, în care arată că există aceeași diviziune în geografia mitică și religioasă. Era important să divizeze lumea întunecată de lumea umană ca urmare a principiului ciclic de viață, moarte și renaștere. Lumea întunecată era reprezentată în partea nordică a orașului, astfel încât sunt adesea întâlnite în orașele mesoamericane construcții care sunt într-un fel asociate cu lumea tenebrelor. Partea de sud de regulă reprezenta viața, durabilitatea și structurile renașterii, dar și anumite aspecte referitoare la continuitatea și funcționarea cotidiană a orașului-stat, precum și monumente care delimitau palatele nobiliare de cartierele rezidențiale învecinate.

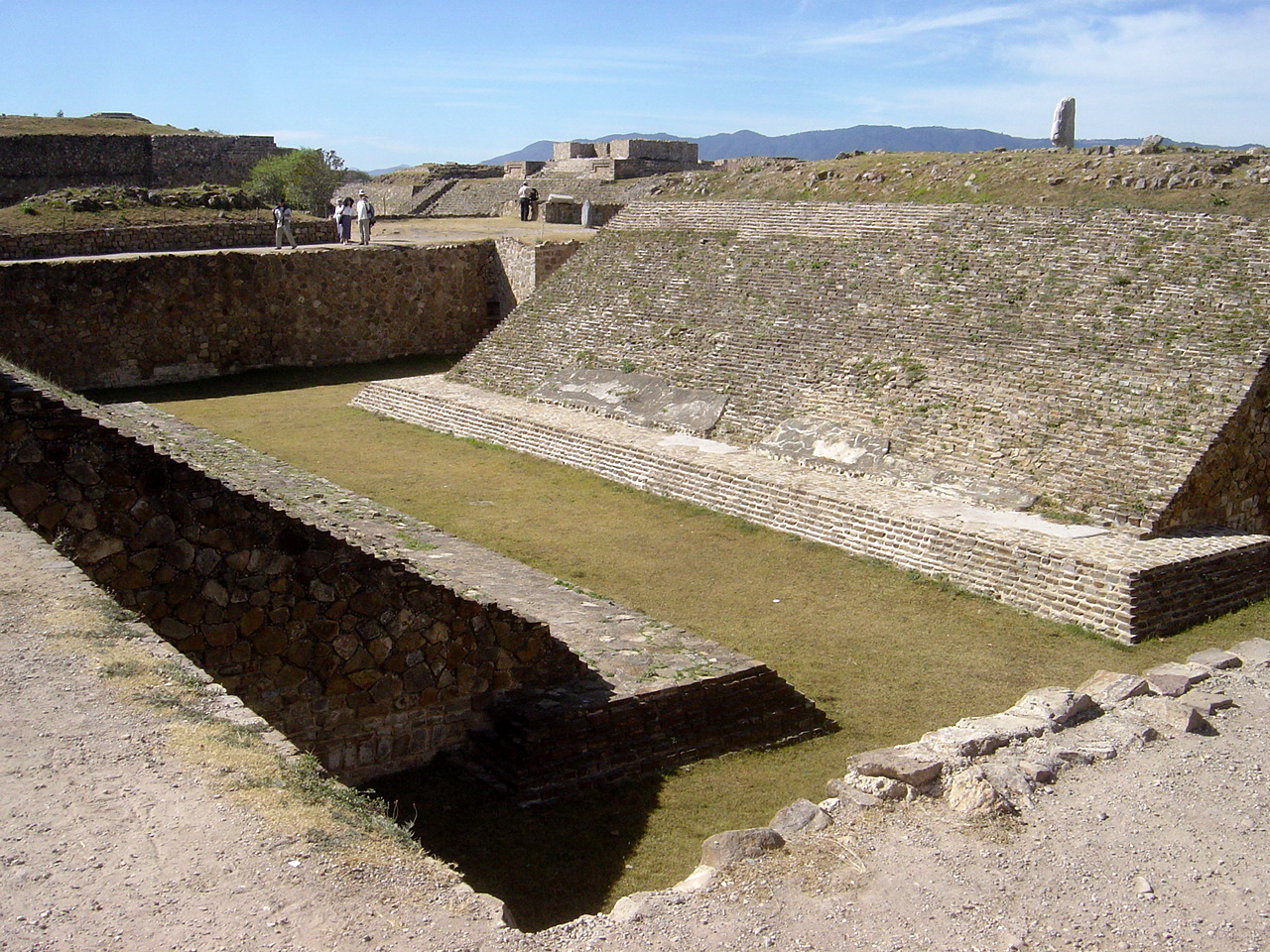
Teren de sport - Oaxaca de Juárez, Monte Alban.

#### Piața centrală
Între cele două emisfere ale axei nord - sud, era Axis Mundi, un concept mitologic al centrului lumii și al conexiunii între cer și pământ, piața centrală în care adesea erau mici monumente, stele sculptate care formau un motiv numit Arborele Lumii, sau chiar un teren pentru joacă cu mingea, care reprezenta intersectarea între cele două lumi.
Unii cercetători susțin că în cultura mesoamericană sau în simbolismul religios asociat cu arhitectura, piramidele monumentale ale arhitecturii mesoamericane reprezintă munții, stelele reprezentând copacii, iar fântânile și cenotele au fost considerate peșteri care fac legătura cu lumea de dincolo.

#### Orientarea
Un alt factor important în arhitectură au fost corpurile cerești, unele piramide și alte monumente au fost aliniate cu corpuri cerești, în anumite momente speciale, altele au fost construite pentru a obține efecte de lumină în timpul echinocțiilor sau în alte zile considerate importante în viziunea asupra lumii mesoamericană. Un exemplu în acest sens este piramida "El Castillo" (sau "Piramida lui Kukulcán") de la Chichen Itza, care reflectă lumina prin partea superioară a treptelor în spirală, și care dă efectul unor decorațiuni în mișcare șerpuind pe laturile templului.

## Piramide

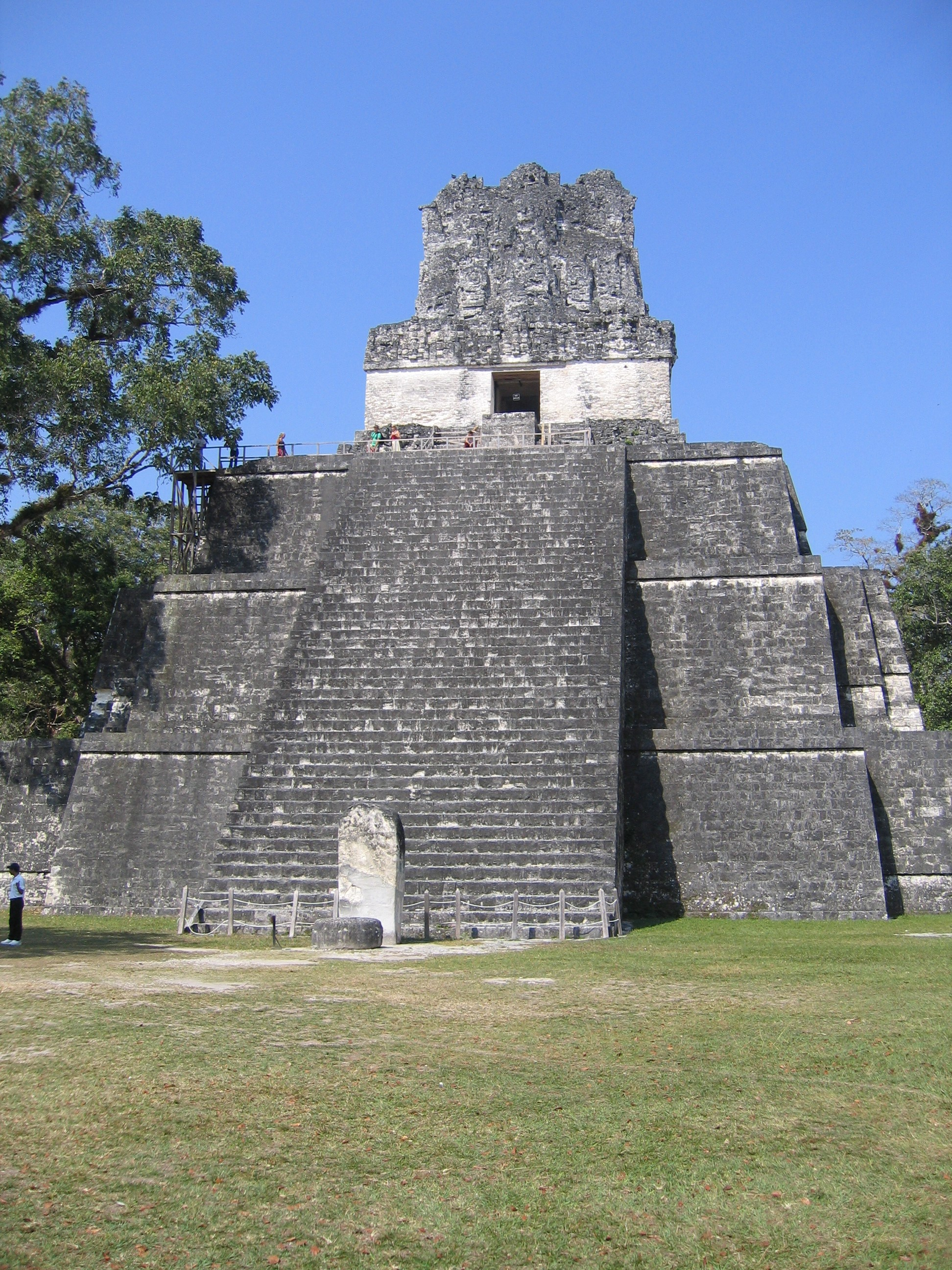
Pitamdă Maiașă la Tikal, cu acoperiș în stil pieptene.

Structurile cele mai mari ale arhitecturii mesoamericane sunt piramidele, iar Piramida Soarelui din orașul preistoric Teotihuacan, Mexic este de departe cea mai mare și grandioasă construcție de acest gen. Alte piramide importante sunt Cholula, El Castillo, Xochicalco, El Tajín și altele de dimensiuni mai mici dar nu mai puțin însemnate. Templele religioase importante erau construite în vârful piramidelor, probabil pentru a fi mai aproape de ceruri. 
Unele temple aveau pereții decorați cu icoane sculptate în piatră, fiecare icoană fiind considerată sacră. Acoperișul stil pieptene era de asemenea decorat, și realizat din piatră de calitate precum granit sau marmură, acest tip de piramide serveau drept propagandă.
Alte piramide erau folosite drept cavouri pentru regi sau nobilii sociatății. Deși unii cercetători susțin că piramidele erau folosite pe scară largă ca morminte, totuși puține dintre acestea adăpostesc morminte.

## Palate și cartiere rezidențiale

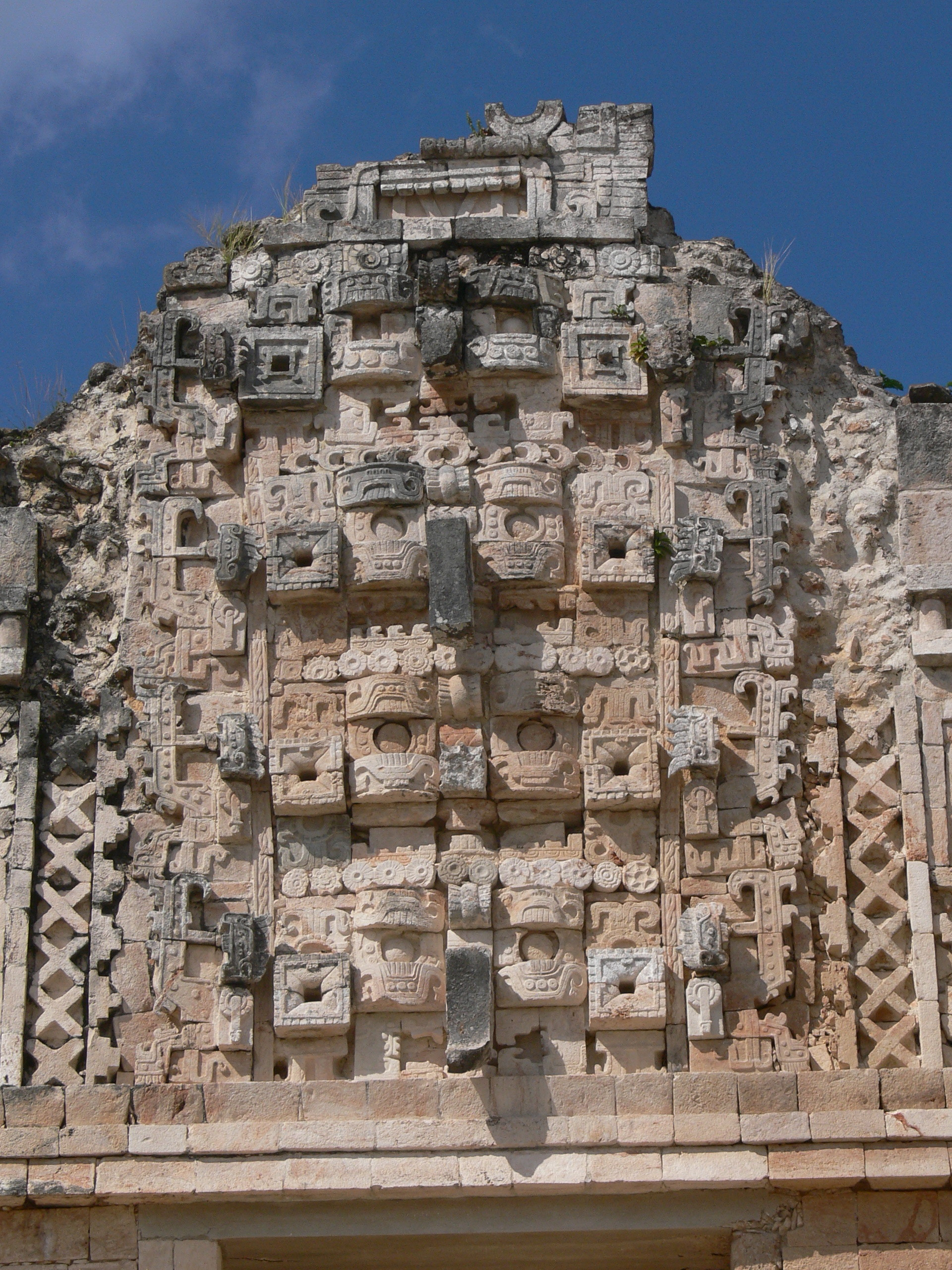
Sculpturi în granit pe frontispiciul palatului Uxmal.

Palatele regale de mari dimensiuni, cu numeroase încăperi și structurate pe mai multe niveluri, pot fi ușor considerate acropole. Bogat împodobite cu elemente decorative, scupltate în granit, erau amplasate de obicei aproape de centru orașului dar pe lângă regi, mai adăposteau demnitari si elita populației.
Maiașii erau pricepuți în prelucrarea pietrei, tăiau piatra în blocuri și o șlefuiau. La început atât pertea interioară cât și cea exterioară erau acoperite cu stuc, un amestec de nisip, var, clei și o substanță colorată care se aplica umed.

### Materiale de construcții
Un aspect surprinzător al marilor structuri mesoamericane este dat de lipsa anumitor tehnologii avansate, care de multe ar părea a fi necesare sau chiar indispensabile pentru astfel de construcții. Lipsiți de unelte din metal, mesoamericanii dispuneau de forță de muncă din belșug. Totuși, dincolo de această cerință enormă, materialele par să fi fost disponibile. Ei au utilizat de cele mai multe ori calcarul, care odată dislocat din carieră, are proprietatea de a rămâne maleabil un timp suficient pentru a fi prelucrat cu unelte din piatră. Pe lângă utilizarea structurală a calcarului, o mare parte din mortar era obținută din calcar concasat și topit, pentru că în amestec cu nisipul imita proprietățile cimentului, dar a fost folosit pe o scară mai largă ca material compozit pentru stucaturi și finisarea acestora. Pe măsură ce tehnicile de exploatare și cioplire a pietrei au evoluat, întrebuințarea mortarului a fost mai redusă, pietrele potrivindu-se aproape perfect, iar totodată și necesitatea calcarului pentru acesta. Cu timpul o parte din stucaturile din mortar au fost înlocuite cu sculpturi din piatră, calcarul rămânand folosit ca element principal doar pentru stâlpi, arhitrave și acoperisuri.
Pentru palate și structuri monumentale, materialul de construcție primordial era piatra, respectiv granitul și marmura. Piatra era adesea șlefuită după fixarea în structură, iar pentru decorarea unor monumente importante utilizau chiar și jaduri șlefuite, sau statuete de marmură poleite cu aur. Adăposturile comune erau construite din lemn, chirpici și paie, dar au fost descoperite și adăposturi care par a fi fost case comune din calcar, cu acoperișuri înalte și înclinații care seamănă cu cele din arhitectura asiatică.